# یالمار فریدریک یرتسن
یالمار فریدریک یرتسن (انگلیسی: Hjalmar Fredrik Gjertsen) کاوشگر جغرافیایی و خلبان اهل نروژ بود. وی از سال ۱۹۱۰ تا ۱۹۱۳ به عنوان پزشک سفر اکتشافی آمونسن به قطب جنوب خدمت کرد 